# Канцано
Канцано (итал. Canzano) је насеље у Италији у округу Терамо, региону Абруцо.
Према процени из 2011. у насељу је живело 424 становника. Насеље се налази на надморској висини од 452 м.

## Становништво
| 1931. | 1936. | 1951. | 1961. | 1971. | 1981. | 1991. | 2001. | 2011. |
| ----- | ----- | ----- | ----- | ----- | ----- | ----- | ----- | ----- |
| 2.195 | 2.305 | 2.356 | 2.172 | 1.821 | 1.683 | 1.802 | 1.809 | 1.955 |